# Золотой дождь (фразеологизм)

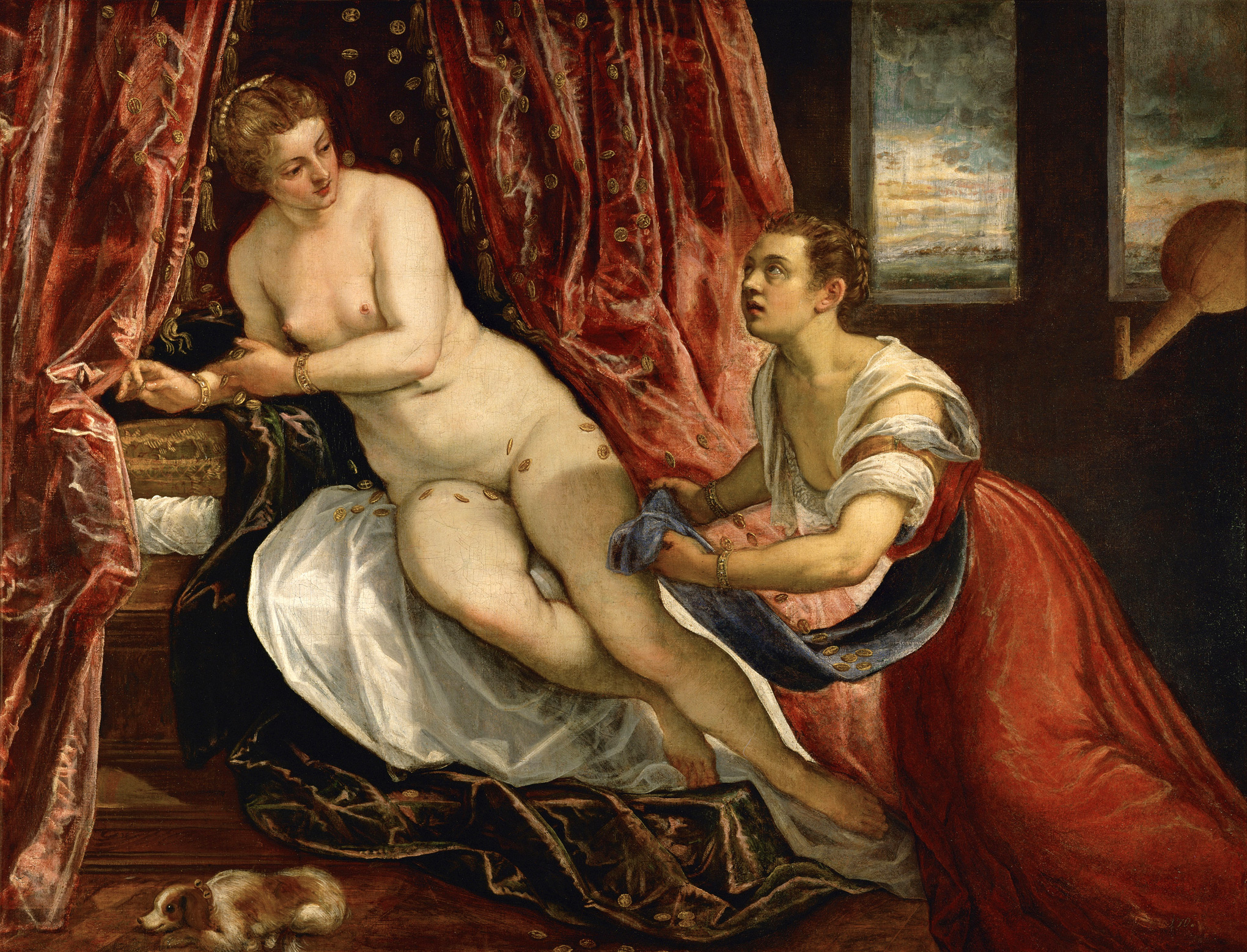
Тинторетто. «Даная». ок. 1570. Лионский музей изобразительных искусств, Лион, Франция

«Золотой дождь» — фразеологизм, означающий внезапное, легко доставшееся богатство, словно «свалившееся с неба». Отсюда возникло метафорическое выражение «пролиться золотым дождём» — неожиданно одарить кого-то, обогатить, озолотить. Выражение имеет мифологическое происхождение и связано древнегреческим богом Зевсом. Он пленился красотой Данаи, дочери Акрисия, царя Аргосского, и Евридики (или Аганиппы). Так как Акрисию было предсказано, что он будет убит сыном своей дочери, то он заключил Данаю в подземный медный дом (высокую башню) и приставил к ней служанку. Зевс проник к Данае в виде золотого дождя и оплодотворил её, после чего у неё родился сын Персей, знаменитый победитель Горгоны Медузы, который в конце концов исполнил пророчество, случайно убив своего деда Акрисия. Миф о соблазнении Данаи стал популярной темой в истории западноевропейской живописи. В частности, многие художники изобразили на своих полотнах Данаю, на которую проливается дождь в виде золотых монет (Тициан (несколько раз), Корреджо, Ван Дейк, Рембрандт и др.).  